# Eero Järnefelt

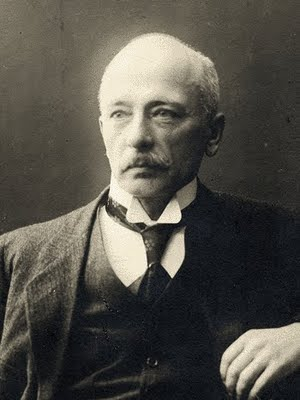
Eero Järnefelt

Eero Erik Nikolai Järnefelt (Vyborg, 8 november 1863 – Helsinki, 15 november 1937) was een Fins kunstschilder. Hij wordt gerekend tot de stroming van het realisme.

## Leven en werk
Järnefelt was de zoon van August Aleksander Järnefelt, een officier in het Russische leger, en Elisabeth Järnefelt, geboren Clodt von Jürgensburg. Hij studeerde van 1883 tot 1886 aan de kunstacademie van Sint-Petersburg, samen met Albert Edelfelt.
Järnefelts zus Aino trouwde in 1892 met componist Jean Sibelius. Zijn broers Arvid en Armas werden respectievelijk schrijver en componist.
Järnefelt ging in 1886 naar Parijs waar hij studeerde met Akseli Gallen-Kallela, Emil Wikström en Louis Sparre. Hij werd beïnvloed door het schilderen en plein air en het naturalisme, in het bijzonder door Jules Bastien-Lepage. In 1889 maakte hij tijdens een reis naar Keuruu kennis met de actrice Saimi Swan, met wie hij in 1890 trouwde. Saimi zou later veelvuldig voor hem model staan.
Järnefelt werd vooral bekend door zijn naturalistisch-realistische schilderijen, met Kreupelhout verbranden (1893) en Wasvrouwen aan de oever in Koli (1899) als typerende voorbeelden. Ook maakte hij naam als portrettist. Daarnaast maakte hij veel landschappen, met invloeden vanuit het impressionisme en het postimpressionisme. Hij werd vooral geïnspireerd door de natuur in het Koli-park, in Noord-Karelië.
Järnefelt overleed in 1937, 74 jaar oud. Een ruime collectie van zijn werk is in bezit van het Ateneum te Helsinki. Een aantal van zijn schilderijen zijn van december 2012 tot mei 2013 te zien op de tentoonstelling 'Nordic Art' in het Groninger Museum.

## Galerij

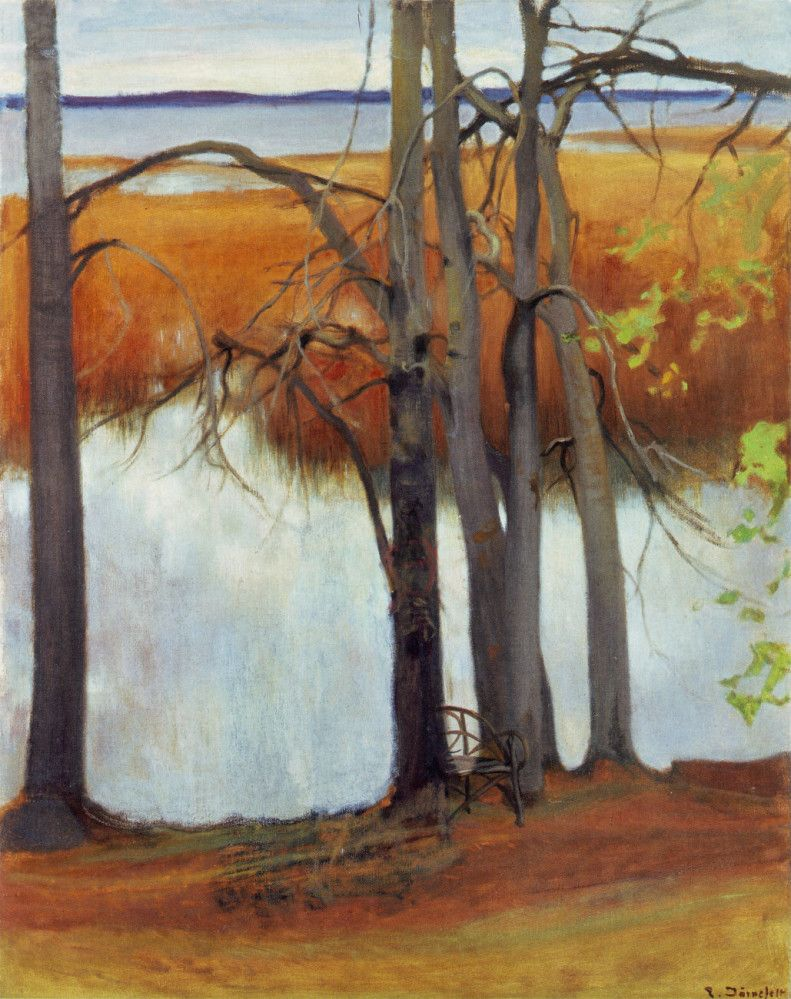
Herfstlandschap
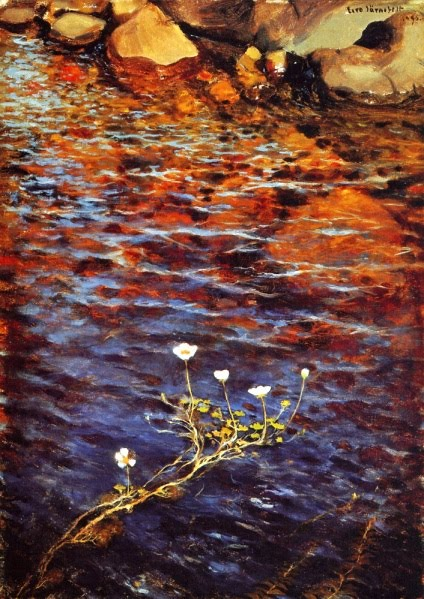
Vesileinikki
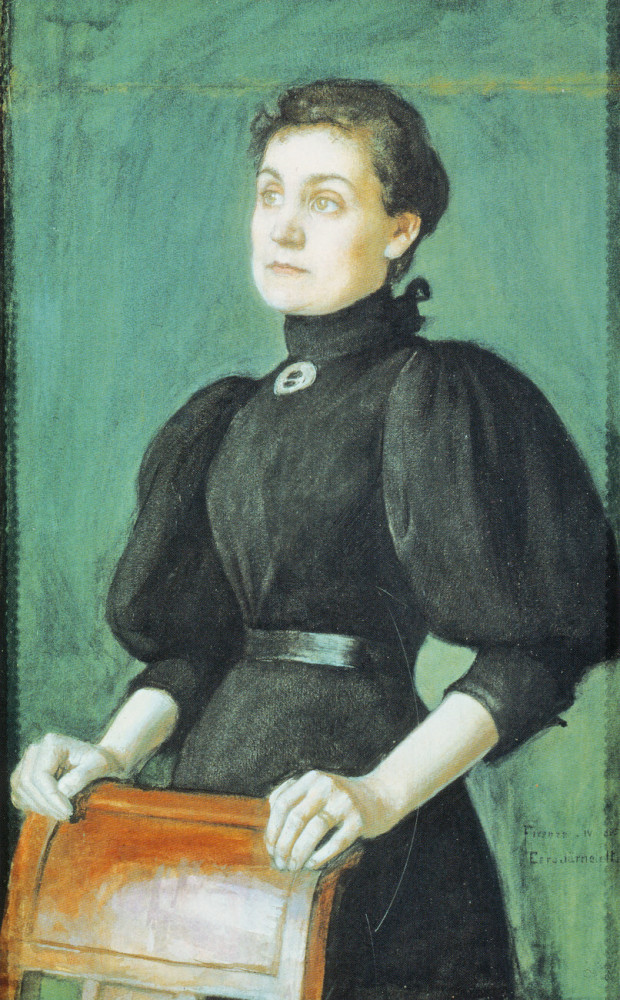
Saimi
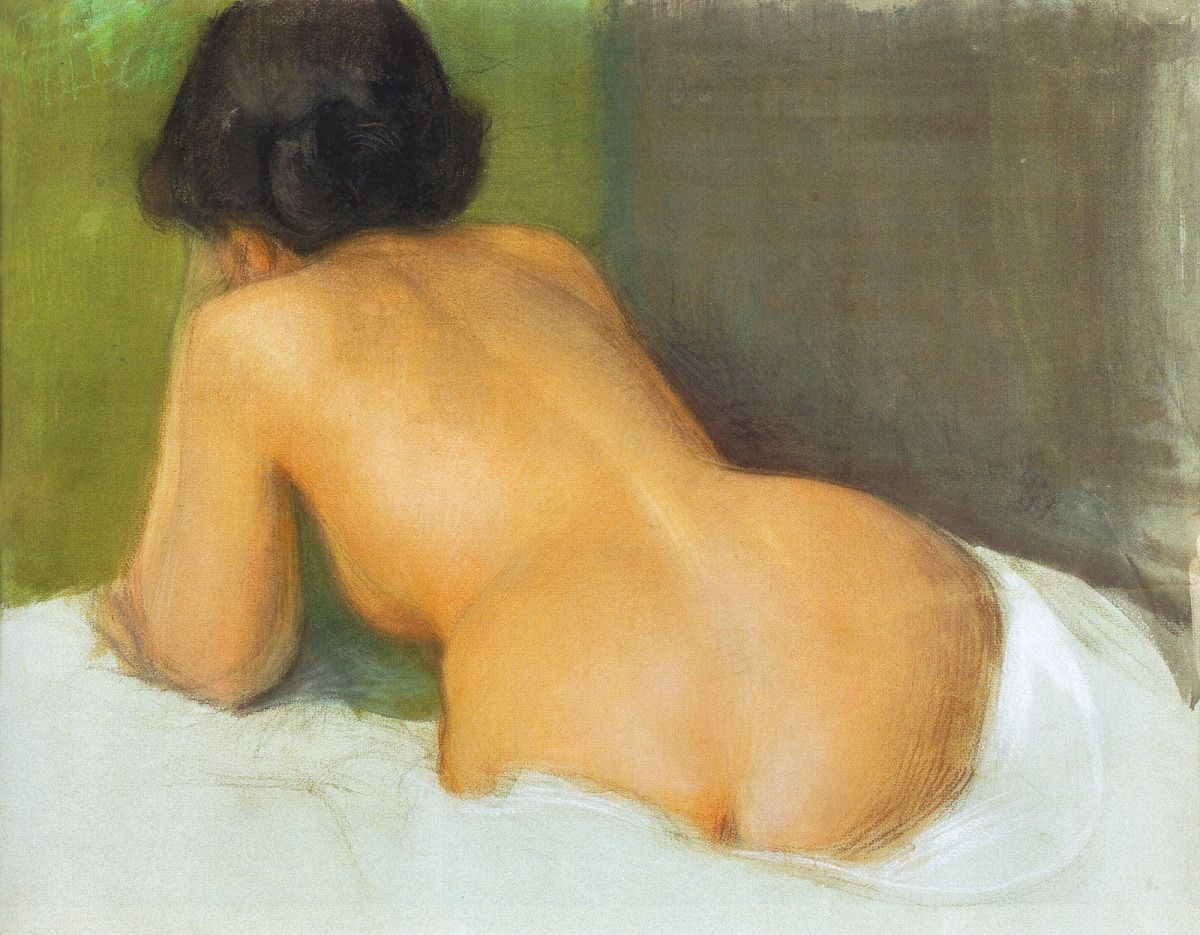
Saimi's rug
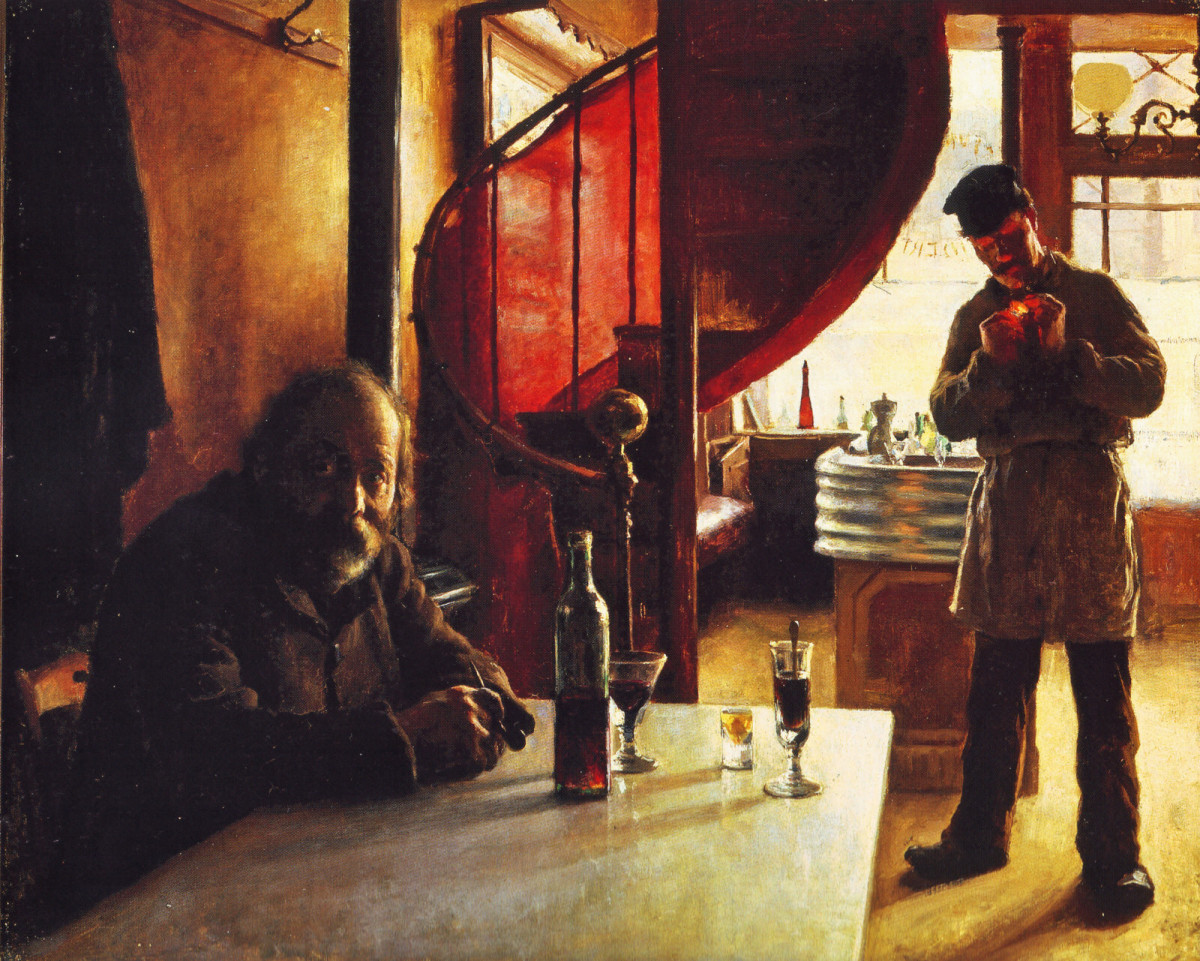
Een Franse wijnkamer
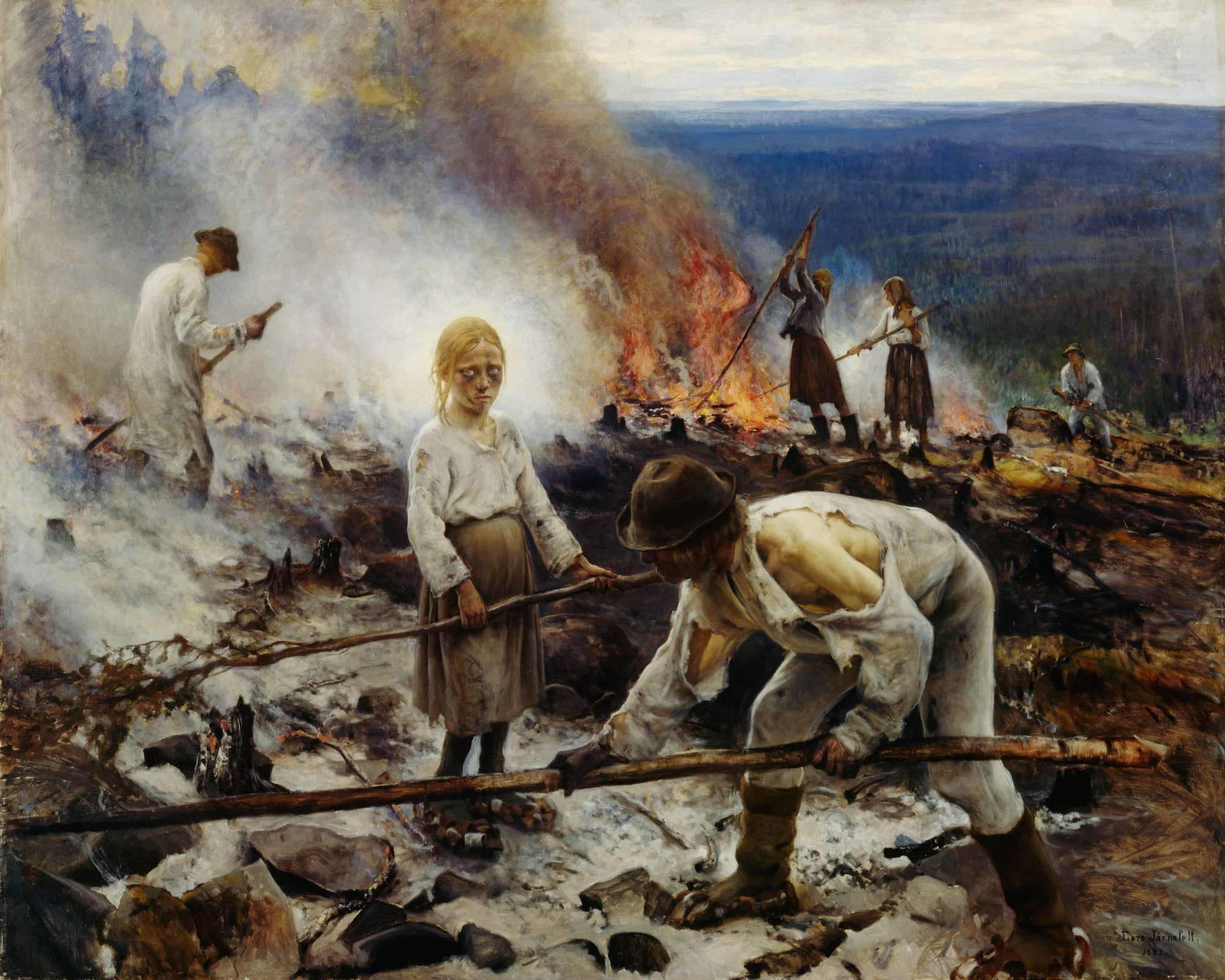
Onder het juk: Kreupelhout verbranden
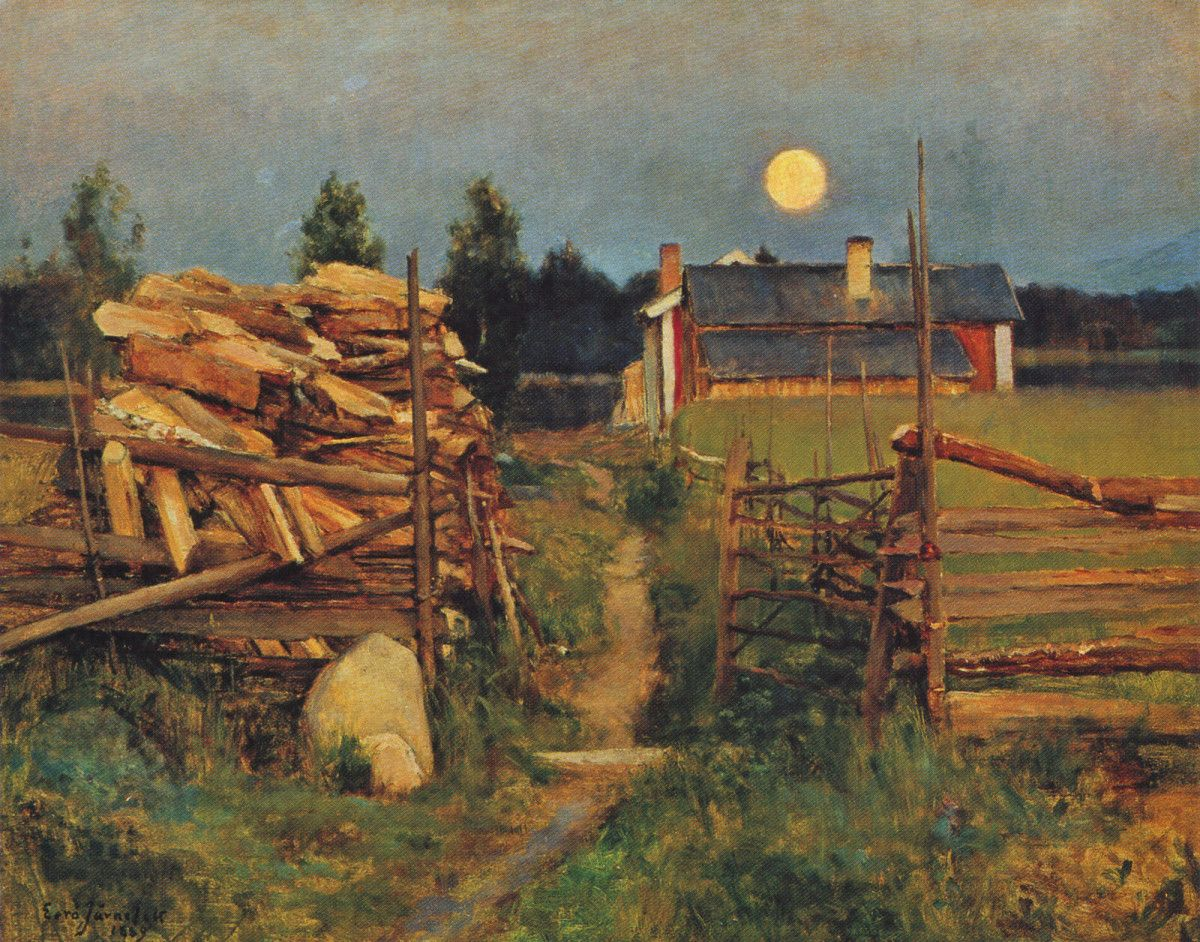
Midzomernachtzon
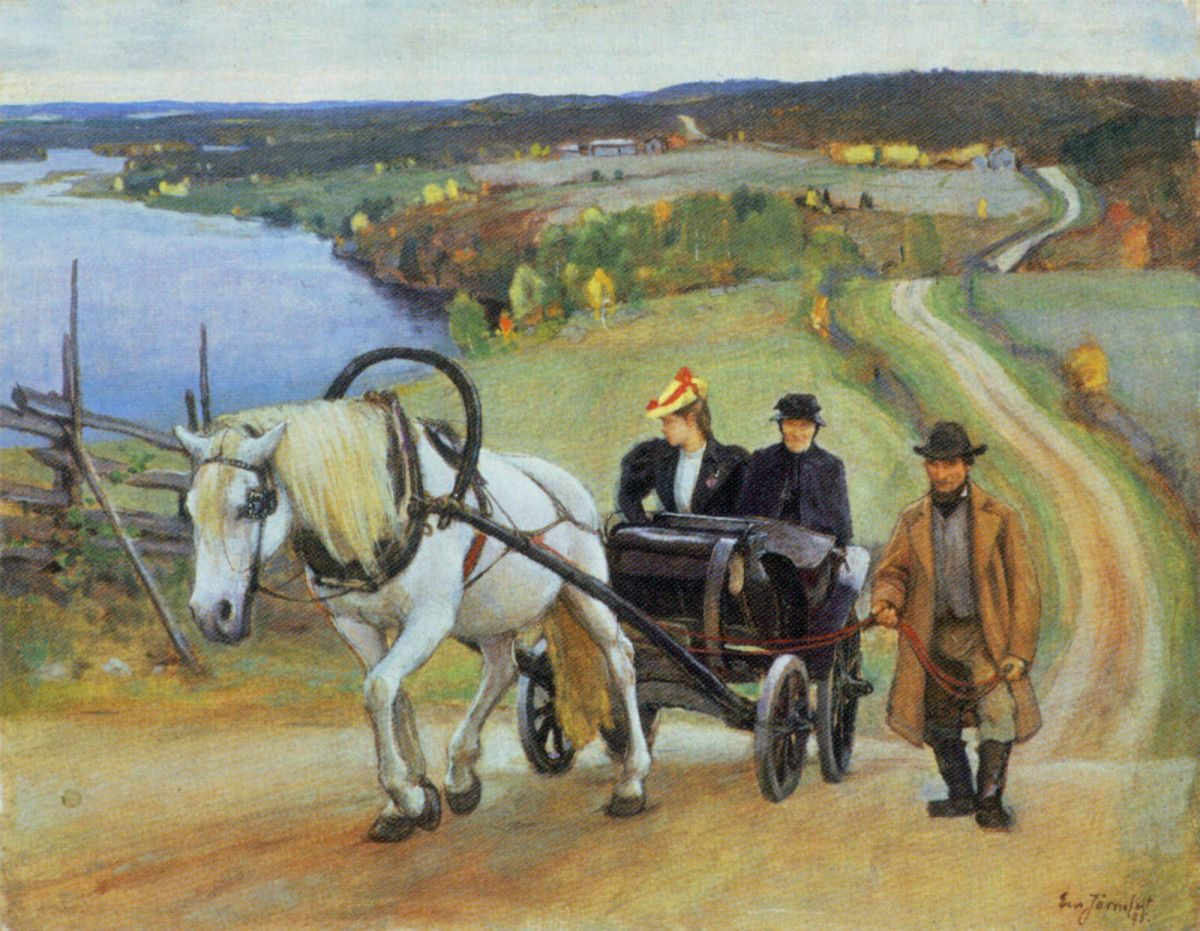
In goede en in slechte tijden
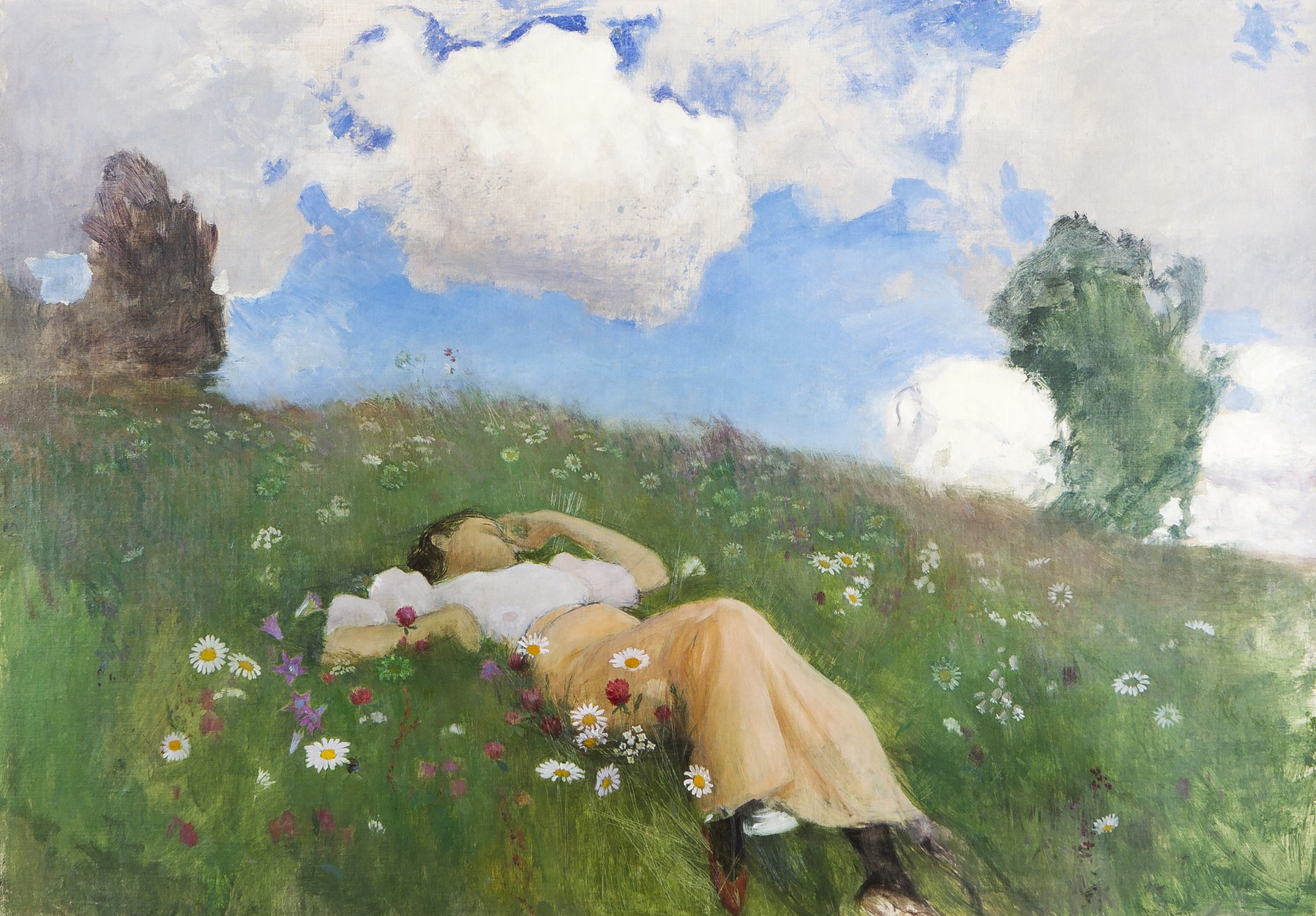
Saimi in de weide
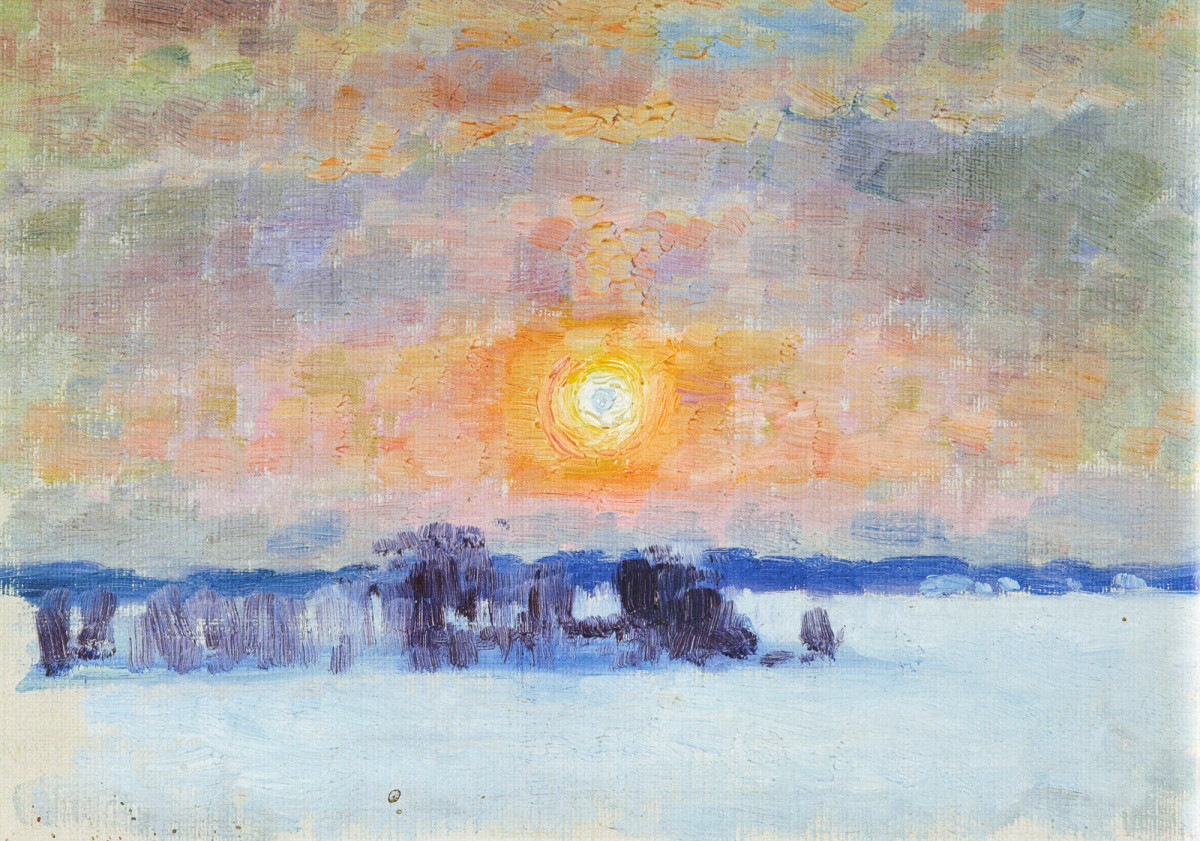
Winterzon